# STS-28
STS-28 est la huitième mission de la navette spatiale Columbia et la quatrième pour le département de la Défense des États-Unis.

## Équipage
- Commandant : Brewster H. Shaw, Jr. (3)  États-Unis
- Pilote : Richard N. Richards (1)  États-Unis
- Spécialiste de mission 1 : James C. Adamson (1)  États-Unis
- Spécialiste de mission 2 : David C. Leestma (2)   États-Unis
- Spécialiste de mission 3 : Mark N. Brown (1)  États-Unis

Le chiffre entre parenthèses indique le nombre de vols spatiaux effectués par l'astronaute au moment de la mission.

## Paramètres de la mission
- Masse :
  - Secret défense
- Périgée : 289 km
- Apogée : 306 km
- Inclinaison : 57°
- Période : 90,5 min

## Objectifs
Lancement d'un satellite militaire.